# Stephen Carr
Stephen Carr, född den 29 augusti 1976 i Dublin, är en irländsk före detta fotbollsspelare. Under sin karriär spelade han för Newcastle United, Tottenham Hotspur och Birmingham City. Han gjorde även 44 landskamper för det irländska landslaget.